# Concepción Aleixandre Ballester
Concepción Aleixandre Ballester   (València, 2 de febrer de 1862 - València, 1952) fou una metgessa ginecòloga pionera i una gran treballadora per a la salut de les dones en els anys de final del segle xix i començament del segle xx.

## Família i formació
Filla d'una família benestant, va estudiar a l’Institut Lluis Vives de València, on obtingué el títol de Batxillerat al setembre de 1883, i es matriculà de manera immediata, amb el permís signat per son pare, en l'Escola Normal Femenina de València, on superà l'examen de grau de mestra d'ensenyament elemental el mateix setembre del 1883. Sembla que no va exercir mai Magisteri i es matriculà en la Facultat de Medicina de la Universitat de València, on seria una de les primeres dones que cursava aquesta carrera.
Obtingué el títol de llicenciada en Medicina i Cirurgia el juny de 1889, i s'especialitzà en ginecologia. Val a dir que tot i que al 1891 la Sociedad Ginecológica Española li negà l'entrada pel sol fet de ser dona, la va admetre més tard i fins i tot va proncunciar el discurs d'obertura de curs de l'any 1904.
De manera immediata es traslladà a Madrid, on guanyà una plaça de metgessa titular a l’Hospital de la Princesa de Madrid. Va treballar a la Casa Provincial de Maternidad e Inclusa de la Beneficencia Provincial, al mateix temps que mantenia una consulta popular.

## Metgessa i divulgadora
L'exercici de la seua vida professional el compaginaria amb la divulgació dels seus coneixements d'higiene i maternologia mitjançant articles, conferències, congressos, mítings i actes de caràcter social. Pot servir de mostra el fet d'haver presidit de manera honorària la Secció de Medicina Pública i Especialitats en el Congrés Medicofarmacèutic de València (1891), o la seua participació en la Secció 7a del Congrés d’Educació Física a Madrid (1917), en un “míting sanitari” (1923), o en la campanya d’higiene social (1927).
Cal destacar que fou membre de la Inspecció mèdica escolar de Madrid, sòcia de número de la Societat Ginecològica Espanyola (1892) i una de les primeres sòcies (1912) de l'àrea científica de l'Associació Espanyola per al Progrés de les Ciències. La seua obra escrita, molt dispersa, està formada majoritàriament per articles publicats en revistes i per conferències pronunciades tant en organismes científics com de caràcter divulgatiu.
Va participar en diferents simpòsiums: Congreso Médico-Farmacéutico Valenciano (1891), Congreso Pedagógico Hispano-Luso-Americano (1892), XIV Congreso Internacional de Medicina (1903) o Congreso de Educación Física (1917), entre d'altres.
El 1910, Aleixandre va registrar una patent (núm 47109) a favor de dos pessaris metàl·lics d'anells reductibles. El pessari és un dispositiu que es col·loca a la vagina per corregir el descens o prolapse de l'úter, generalment a conseqüència del part. El dispositiu inventat per Concepción Aleixandre consistia en una anella amb el cos fet d'alumini amb unes molles d'acer niquelat. Era un mecanisme flexible i adaptable, la neteja i esterilització del qual resultaven fàcils. I era el resultat de les seves pròpies experiències clíniques.

## Activista feminista
Defensora dels drets de les dones, va formar part de diverses organitzacions femenines, entre les quals podem esmentar el Consell Nacional de Dones (1919), presidit per la Marquesa de Ter i del qual ella fou una de les dues vicepresidentes; del Comitè Femení d'Higiene Popular, del qual seria presidenta; de la Sección de Señoras de la Unión Ibero-Americana; i de l'Associació de Metgesses Espanyoles, de la qual fou nomenada presidenta honorària (1928). A més a més, a l’activitat associacionista cal afegir que seria una de les personalitats signants del manifest a favor que Emilia Pardo Bazán fos nomenada membre de la Real Academia Española de la Lengua (juny de 1914) i que pronuncià una conferència amb el suggerent títol de “La higiene y el sufragio” a l'Academia de Jurisprudència, a Madrid (1920). El 1926 Aleixandre fou sòcia fundadora del Lyceum Club Femenino, un espai per a la defensa dels interessos morals i materials de les dones, en suport del seu desenvolupament educatiu, cultural i professional.
Els tres eixos de la seua vida serien, doncs, medicina, feminisme i pedagogia, i la seua formació pedagògica i científica s'uneixen en una vessant divulgativa que intenta, al mateix temps, exercir una medicina social i apropar els coneixements higiènics en especial a les dones. Influïda pels corrents regeneracionistes, la seua preocupació per la divulgació es veu també reflectida en la seua obra pedagògica, també com a membre del Comité Organitzador del Congrés Pedagògic de 1892, on l'educació de les dones seria objecte preferent d’estudi, o la conferència que va pronunciar l'octubre de 1907 a la seu de la Unión Ibero-americana de Madrid, al voltant de “La higiene del niño y la patria” i que va dedicar a les mares espanyoles i hispanoamericanes. També entre les activitats promogudes per la secció de dones d’aquesta associació resta constància de la seua preocupació per l'educació femenina, perquè van crear un Centro Popular Ibero-Americano per a promoure la seva formació. Fou, també, responsable d'una secció de salut de les dones a la revista La Medicina Social Española (1916-1920).

## Memòria i reconeixement
L'Ajuntament de Picanya convoca des de 2018 els Premis Concepción Aleixandre, que reconeixen la contribució de les dones en l'àmbit de la ciència a la Comunitat Valenciana.
Les ciutats de València i de Granada li han dedicat sengles carrers. La ciutat de Barcelona dedica també des de 2022 una plaça de la ciutat, justament en les immediacions de l'Hospital Clínic, a aquesta doctora valenciana que treballà per a la millora de la vida de les dones en la societat espanyola de començaments del segle xx.

## Obra[1]
- Memòria presentada al XIV Congrès Internacional de Medicina al voltant de «Los cardiopáticos en la gestación».
- «Fenómenos y enfermedades propias de la mujer». Primer Congreso Médico Farmaceútico Valenciano, n. 1, 1891, p. 244-248.
- «Algo de higiene». Unión Iberoamericana, año XVIII, octubre 1904, p. 52-53.
- «Para las futuras madres», Unión Iberoamericana, any XIX, abril 1905, p. 22-23.
- «Higiene para los emigrantes e inmigrantes en los países iberoamericanos», Unión Iberoamericana, año XX, gener-abril 1906, p.133-136.
- «La salud de los niños y la Patria». Unión Iberoamericana, año XXII, gener 1908, p. 15-30.
- «Maternología». La Escuela Moderna, any XIV, n. 279, novembre 1914, p. 911-920.
- «De la mujer para la mujer. Educación higiénica de la niña como futura madre» en La Escuela Moderna , n. 293, 1916.
- «La sublime ciencia». La Medicina Social Española, n. 1, 1916, p. 339-341.
- «Por y para los niños». La Medicina Social Española, n. 1, 1916, p. 433-436.
- «La lactancia y la tubercolosis». La Medicina Social Española, n. 1, 1916, p. 630-636.
- «Educación de la niña como madre futura». La Medicina Social Española, n. 1, 1916, p. 25-26.
- «¿Hasta cuando?». La Medicina Social Española, n. 1, 1916, p. 179-181.
- «Juegos necesarios y juegos dañosos para los niños». Madrid 1917.
- «La mujer en Medicina». La Medicina Social Española, n. 2, 1917, p. 116-118.
- «De educación física». La Medicina Social Española, n. 2, 1917, p. 686-689.
- «Consideraciones especiales sobre higiene físico-psicológica y patología de la infancia femenina». La Medicina Social Española, n. 3, 1918, p. 312-316; 334-338.
- «Nuestras leyes». La Medicina Social Española, n. 3, 1918, p. 23-24.
- «Sueños que debieran ser realidades». La Medicina Social Española, n. 4, 1919, p. 16-17.
- «Al fin». La Medicina Social Española, n. 4, 1919, p. 338-339.